# Instituto de Bioquímica y Biofísica
Instituto de Bioquímica y Biofísica (IBB) es un instituto de investigación de Irán fundado en 1976 para llevar a cabo la investigación en ciencias biológicas y campos relacionados. Está afiliado a la Universidad de Teherán y se encuentra en su campus principal.
El instituto acogió muchos científicos de todo el mundo durante las últimas décadas. El profesor Kashi Javaherian (actualmente un científico en la Escuela de Medicina de Harvard) fue uno de los investigadores y profesores del Instituto en el pasado.
IBB es una "sede de la UNESCO en Biología" y está afiliado a TWAS.

## Profesores y alumnos notables
- Mohammad Nabi Sarbolouki, profesor